# Jelizaveta
Jelizaveta (rusky Елизавета, z hebrejského אלישבע‏‎‎ - „Můj Bůh je přísaha“) je ruská podoba ženského jména Alžběta.
Do Ruska se jméno dostalo z Byzance s přijetím křesťanství, ale ve větší míře se začalo používat později. Podle V. A. Nikonova byla lidová forma jména Lisaveta, ve zkrácené domácké podobě Líza. 
Značné obliby toto jméno získalo za panování ruské imperátorky Alžběty (Jelizavety) Petrovny, zejména mezi šlechtou.

## Svátek
Jmeniny v pravoslavném kalendáři: 7. května, 5. září, 18. září, 4. listopadu, 31. prosince.